# Broad Street (film)
Broad Street (Give My Regards to Broad Street) è un film del 1984 diretto da Peter Webb.
La pellicola, con protagonista Paul McCartney, racconta un giorno nella vita dell'ex Beatle (che del film aveva anche scritto la sceneggiatura e composto la colonna sonora). Il titolo del film è una citazione del programma radiofonico Give My Regards to Broadway di George M. Cohan. Sebbene Give My Regards to Broad Street si rivelò un flop al botteghino e ricevette pessime recensioni, l'album della colonna sonora ebbe, al contrario, un buon successo dal punto di vista economico.
Le riprese di Broad Street iniziarono nel novembre 1982, dopo il completamento da parte di McCartney dell'album Pipes of Peace. La produzione continuò fino a luglio. Nel mezzo, fu pubblicato Pipes of Peace, e il progetto del film slittò fino all'autunno 1984.

## Trama
Paul è bloccato in un ingorgo nella sua auto con autista mentre si reca a una riunione di lavoro. Nel traffico, immagina di stare guidando in campagna a bordo di una macchina vistosa piena zeppa di tecnologia moderna quando riceve una chiamata da parte di Steve che lo informa di come Harry, un ex criminale "redento", è sparito insieme ai nastri master del suo ultimo album che avrebbero dovuto essere consegnati alla casa discografica il giorno precedente. Paul corre in studio solo per scoprire che la polizia è già lì a indagare sul furto, sospettando che Harry sia tornato alle sue vecchie abitudini criminali e progetti di ricavare un bootleg dai nastri. Le cose peggiorano quando Mr. Rath, a cui lo studio deve denaro, arriva con la notizia che prenderà il controllo della compagnia discografica se i nastri non vengono ritrovati entro mezzanotte.
Dopo l'incontro, il film prosegue nel descrivere un'ordinaria giornata lavorativa di Paul con la moglie Linda e l'amico Ringo Starr, che include le riprese di due video, le prove in un loft e la registrazione di spettacoli per la radio. In mezzo a questo, Paul si chiede cosa potrebbe aver fatto Harry: ha venduto i nastri master per ricavarne denaro, è scappato o è stato ucciso? Durante diverse canzoni, Paul elabora varie fantasie in varie ambientazioni e costumi ispirati alla sua situazione. Quando la giornata volge al termine, Paul esce in giro per Londra mentre i suoi soci si preparano per il cambio di proprietà della compagnia a mezzanotte.
Guidando verso il quartiere di Broad Street, Paul si ricorda che Harry era diretto lì quando l'aveva visto l'ultima volta, e va ad esplorare la stazione. Alla fine, trova la custodia blu contenente i nastri su una panchina della stazione, e Harry in un piccolo edificio di manutenzione nelle vicinanze, dove si è accidentalmente intrappolato mentre cercava un bagno. Ridono entrambi, e mentre scappano, Paul informa Linda, la quale avvisa, appena in tempo, lo studio che i nastri sono stati trovati e l'acquisizione è quindi stata evitata. L'auto di Paul arriva finalmente a destinazione e lui si sveglia dal suo sogno.

## Rupert and the Frog Song
Il cartone animato della durata di 13 minuti intitolato Rupert and the Frog Song venne proiettato nei cinema britannici immediatamente prima di Broad Street. Il cortometraggio contiene la canzone We All Stand Together, composta da McCartney. Pubblicata su singolo in novembre, We All Stand Together uscì come singolo e divenne un successo in Gran Bretagna raggiungendo la posizione numero 3 in classifica.

## Accoglienza
Anche se la colonna sonora fu un successo, il film stesso ricevette pessime critiche. Sul sito Rotten Tomatoes ha una percentuale di gradimento del 23%, basata su 13 recensioni da parte di critici cinematografici.
Roger Ebert del Chicago Sun-Times diede al film 1 stelletta su 4, definendo la musica "meravigliosa" ma il film "orribile".
Il brano No More Lonely Nights, presente nel film e nell'album della colonna sonora, ricevette una nomination ai Golden Globe e un premio BAFTA Film Award come "Best Original Song-Motion Picture".
In Italia il film venne distribuito nell'estate del 1987, tre anni dopo la sua realizzazione, passando quasi inosservato.